# (2166) Handahl
(2166) Handahl ist ein Asteroid des Hauptgürtels, der am 13. August 1936 von dem russischen Astronomen Grigori Nikolajewitsch Neuimin in Simejis entdeckt wurde.
Der Name ist abgeleitet von Violet Handahl Green, der Mutter des MPC-Mitarbeiters Daniel W. E. Green.